# St-Gervais-St-Protais (Falaise)

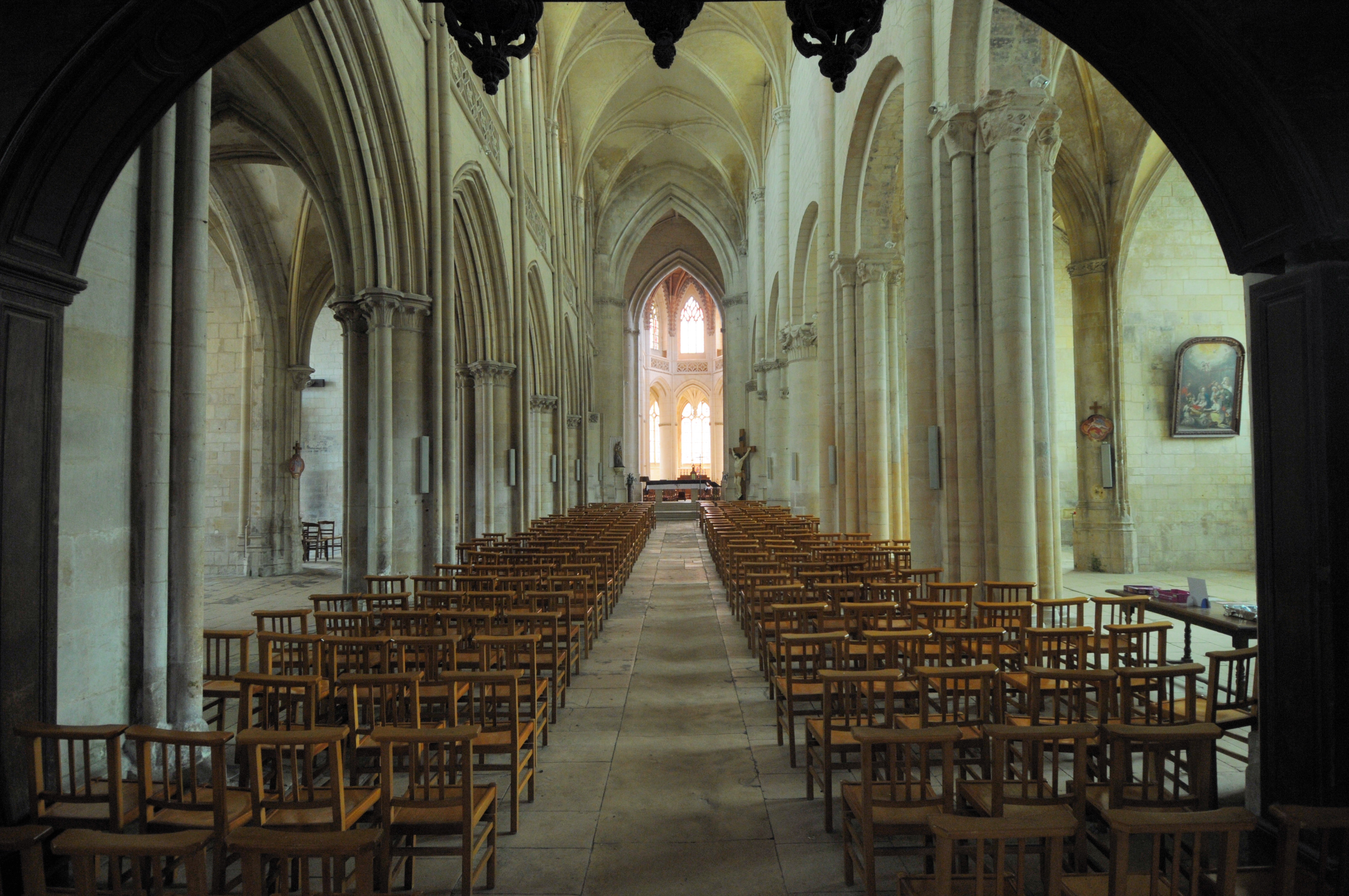
Innenansicht

Die Kirche Saint-Gervais-Saint-Protais wurde 1066 durch Wilhelm den Eroberer etwas nordöstlich von der Burg Falaise erbaut. Die Fertigstellung dauerte bis 1134. Sie befindet sich heute im historischen Ortskern von Falaise an der Rue de Caen (D658). Die Adresse ist 10 Rue de Brebisson. Seit 1862 ist die Kirche als Monument historique klassifiziert.
Von dem romanischen Bau sind heute nur noch der südliche Teil des Schiffs, der Laternenturm und die Westfassade erhalten. 

## Geschichte
Als Falaise 1204 im Französisch-Englischen Krieg belagert wurde, erlitt die Kirche erhebliche Schäden. Die Kirche erhielt gotische Elemente. 1417 eroberte Heinrich V. die untere Normandie im Hundertjährigen Krieg. Nach der Kampfhandlungen um Falaise musste das Querschiff erneuert werden. Der Achte Hugenottenkrieg führte 1590 zu einer erheblichen Zerstörung der Kirche. Der Chor, der Chorumgang und die Apsis selbst mussten erneuert werden. Im Kessel von Falaise wurde die Kirche bombardiert und stark beschädigt. 